# Tavlefjärden
Tavlefjärden är ett naturreservat i Umeå kommun i Västerbottens län. Fjärden ligger öster om Yttertavle by och 9 kilometer från Umeå centrum i sydostlig riktning. Tavlefjärden börjar i utmynningen av Tavelån som avvattnar Umeå kommuns största sjö, Tavelsjön. Fjärden har rikt fiskeliv och bottenfauna. Våtmarkerna runt fjärden är rester av Tavelåns utloppsfåror som fanns under 1800-talet men idag är igenväxta.